# Ribes-katwilgroest
De ribes-katwilgroest (Melampsora ribesii-viminalis) is een roestschimmel die behoort tot de familie Melampsoraceae. Hij komt voor op Ribes en Salix viminalis (katwilg).

## Kenmerken
Spermogonia
De spermogonia komen meestal voor aan de bovenkant van het blad en soms aan de onderzijde.
Aecia
De aecia groeien meestal aan de onderzijde en soms aan de bovenkant van het blad van Ribes. Ze groeien op gele plekken die aan weerszijde van het blad te vinden zijn. De aecia zijn oranje en hebben een diameter van 0,5 tot 1,5 mm. De sporen zijn dicht- en fijnwrattig en de grootte is 16-23 × 14-18 µm. De sporenwand heeft een dikte van 2 tot 4 µm. 
Uredinia
De uredinia komen voor aan de onderkant van het blad. De kleur is bleek oranjegeel en diameter is 0,25 mm. Ze staan verspreid of in groepjes. urediniosporen rond of bijna rond, in elk geval niet langwerpig. De sporen zijn stekelig en meten 15-19 × 14-16 µm. De wand heeft een dikte van 2 tot 3 µm. Er zijn knotsvormige parafysen.
Telia
De telia zijn donkerbruin, aan de bovenzijde van de bladeren in groepen of verspreid gevormd. Die kleur is glanzend donkerbruin en de diameter is 0,25 tot 0,5 mm. De teliosporen zijn 1-cellig, dun, met onopvallende kiempore, met lichtbruine wand zonder verdikte wand aan de top en meten 25-40 × 7-14 µm.

## Verspreiding
In Nederland komt de ribes-katwilgroest uiterst zeldzaam voor.

## Waardplant
De ribes-katwilgroest komt voor op:
- Ribes alpinum (Alpenbes)
- Ribes aureum (Gele ribes)
- Ribes rubrum (Aalbes)
- Ribes sanguineum (Rode ribes)
- Ribes uva-crispa (Kruisbes)
- Salix viminalis (Katwilg)